# Vesconte Maggiolo

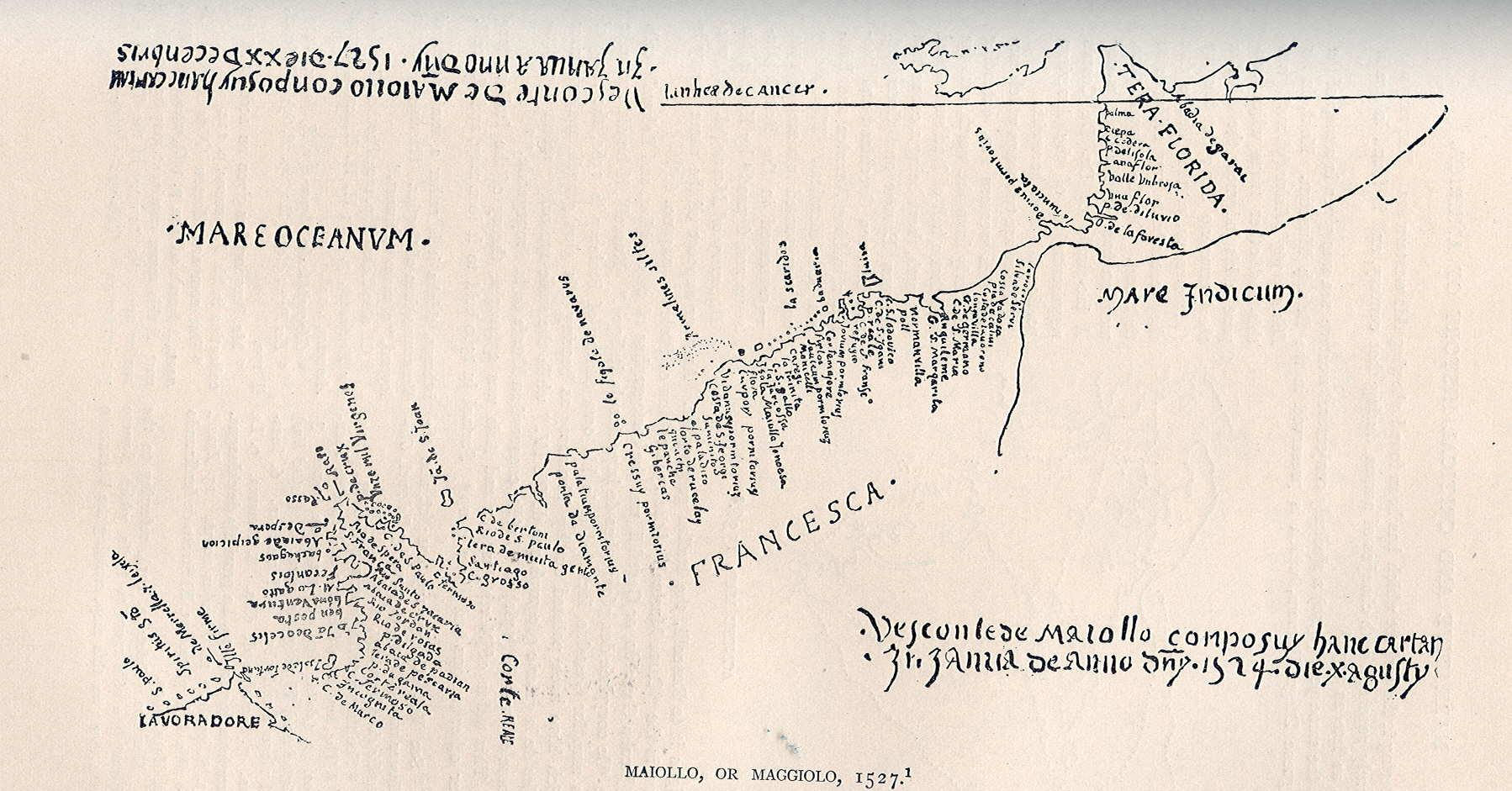
Karte von Visconte Maggiolo aus dem Jahr 1527, die die Ostküste von Nordamerika zeigt, mit „Tera Florida“ oben und „Lavoradore“ (Labrador) unten. Die Informationen stammen angeblich von Giovanni da Verrazzanos Reise im Jahr 1524 (Ambrosian Library in Mailand, Italien.)

Vesconte Maggiolo (alte Schreibweise Vesconte de Maiolo; * 1475; † nach 1549) war ein genuesischer Kartograf. Einige Historiker behaupten, er sei 1530 an Malaria gestorben; Archivdokumente zeigen jedoch, dass er zumindest 1549 noch in Genua lebte, obwohl er 1561 sicherlich schon tot war. Seine Familie besaß über 150 Jahre lang das Monopol auf die Kartenproduktion in der Republik Genua. Er fertigte Karten des Mittelmeeres, des Schwarzen Meeres sowie Afrikas, der Neuen Welt und Asiens. 
Der berühmte Seeatlas des Vesconte Maggiolo besteht aus vier Karten (Pergament), welche im Jahre 1512 in Parma gefertigt wurden. Das Original befindet sich in der Biblioteca Palatina in Parma.
Es gibt zahlreiche Portolankarten, Atlanten und mindestens zwei weitere Weltkarten von Vesconte Maggiolo: eine aus Genua, 1531; Eine andere, die in einer öffentlichen Bibliothek in Treviso aufbewahrt wird (in italienischer Sprache), ist datiert auf Genua, 1549.
Obwohl er sich auf die Kartierung des Mittelmeers, des Schwarzen Meeres und der Ägäis spezialisiert hatte, war Maggiolo der erste, der in seinem Atlas von 1548 den südamerikanischen Fluss Rio de Amaxones als Toponym angab.

## Kartengalerie

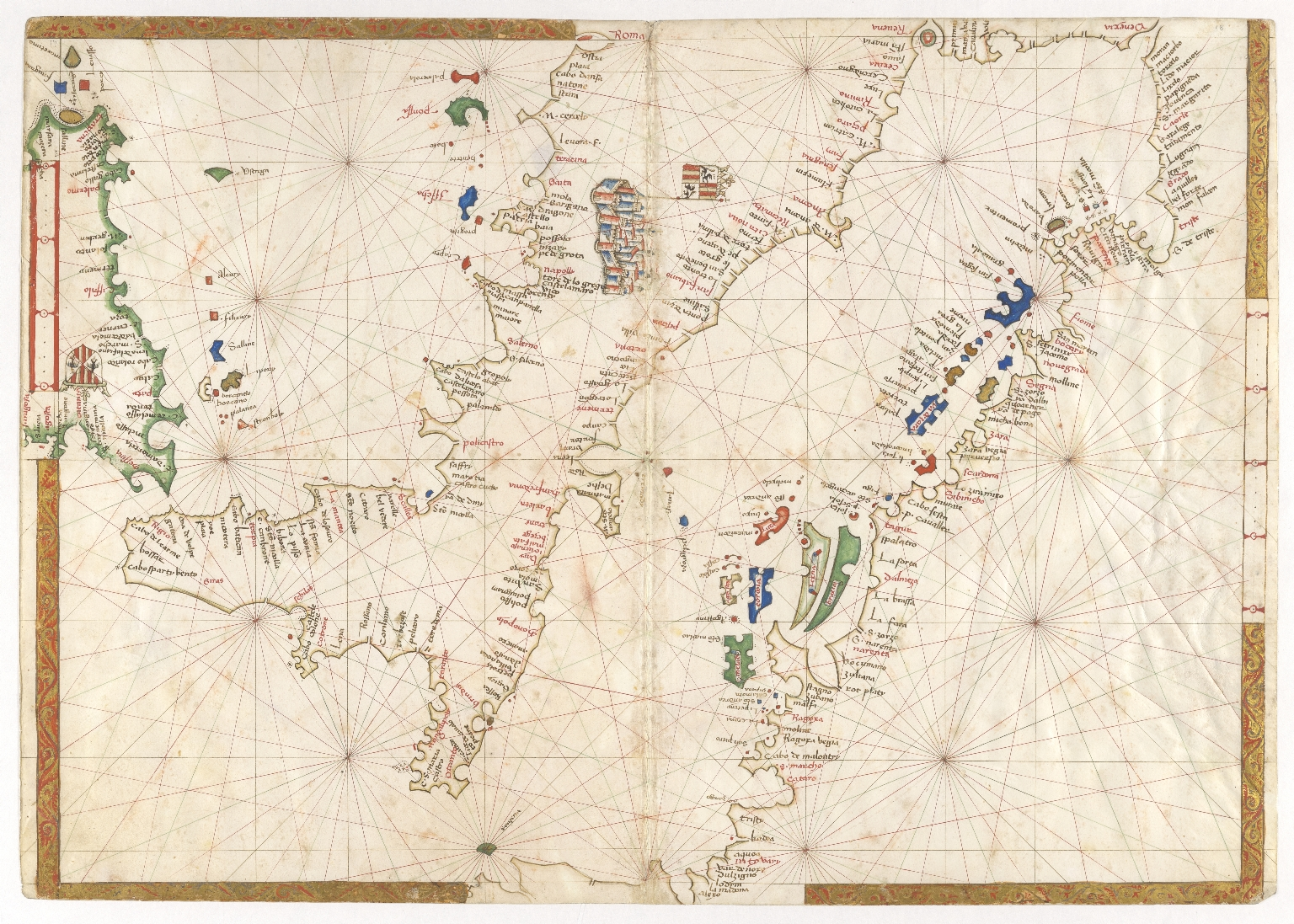
Italien, Westsizilien und die Adriaküste
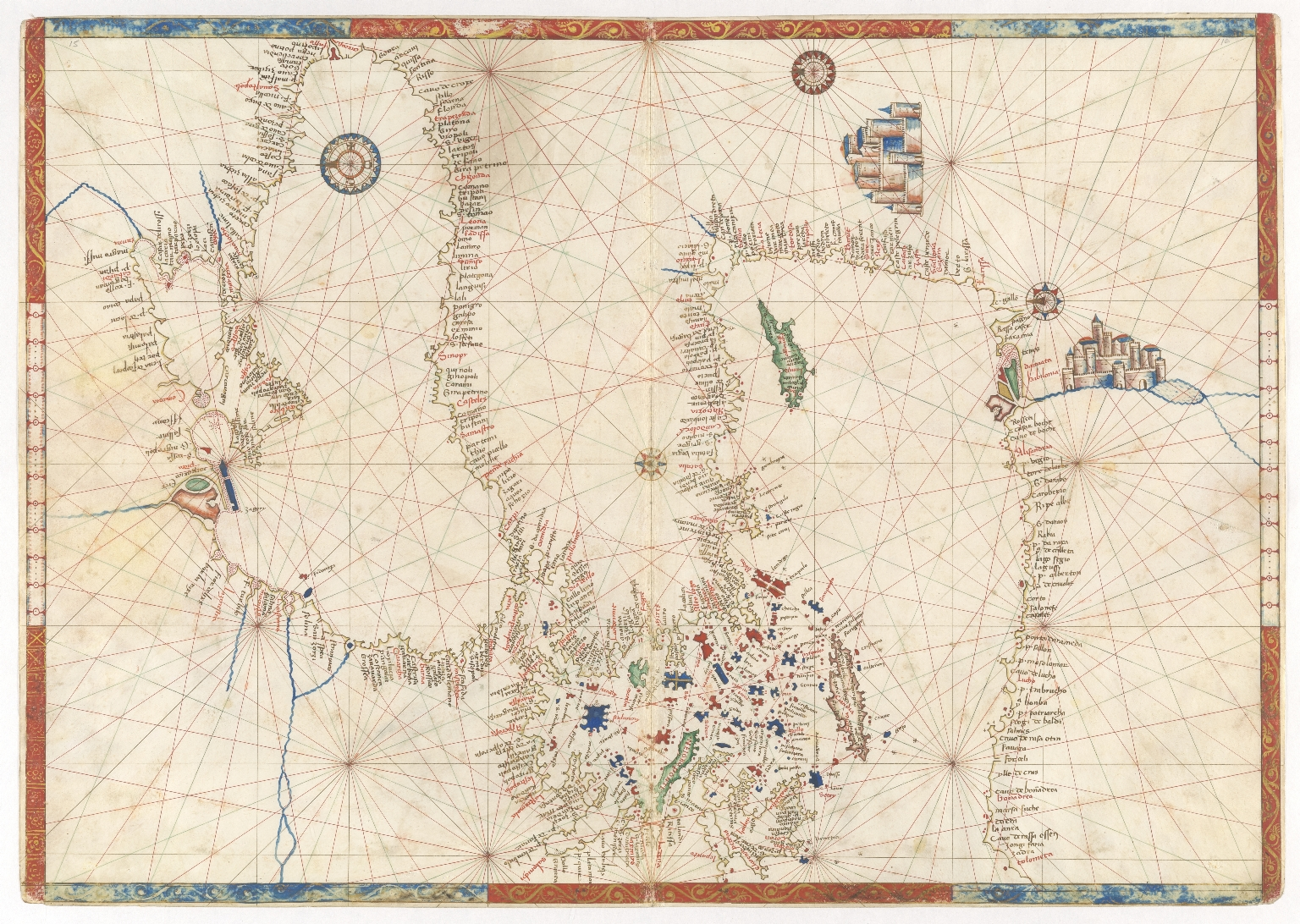
Nordafrika, Europa und ein Teil von Asien
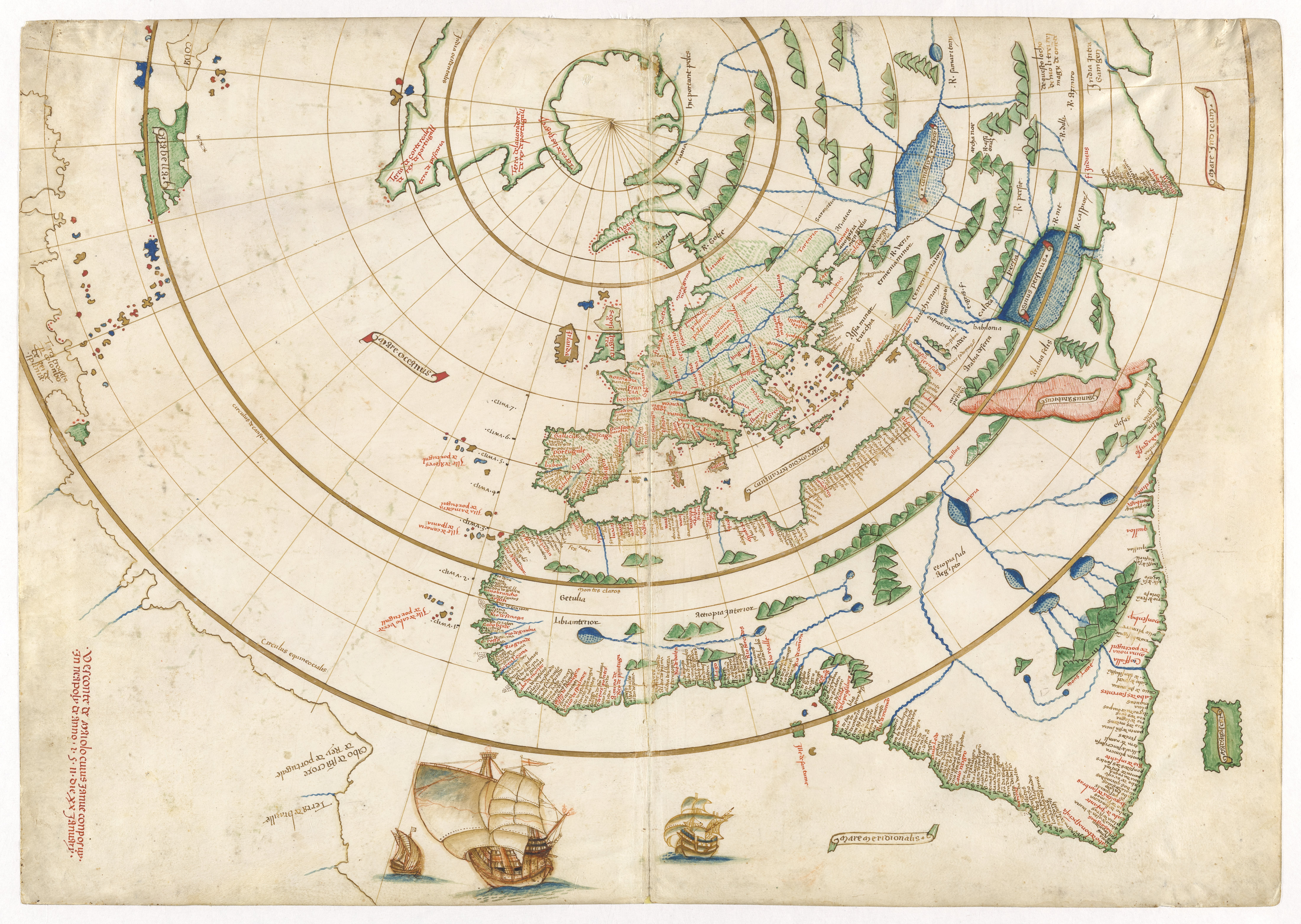
Afrika, Asien, Europa und ein Teil der Neuen Welt
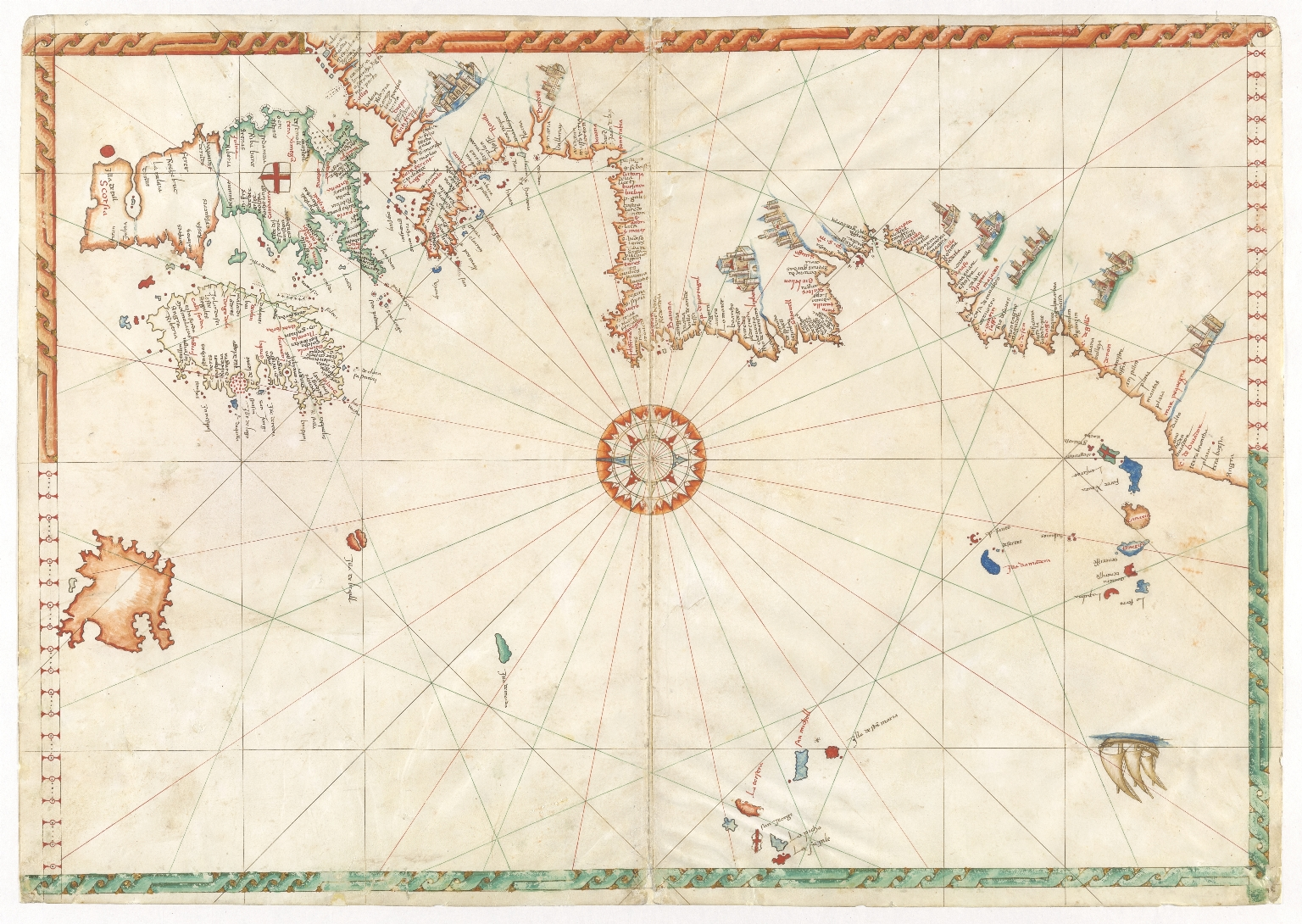
Atlantikküste Afrikas und Europas, die Britischen Inseln und Island
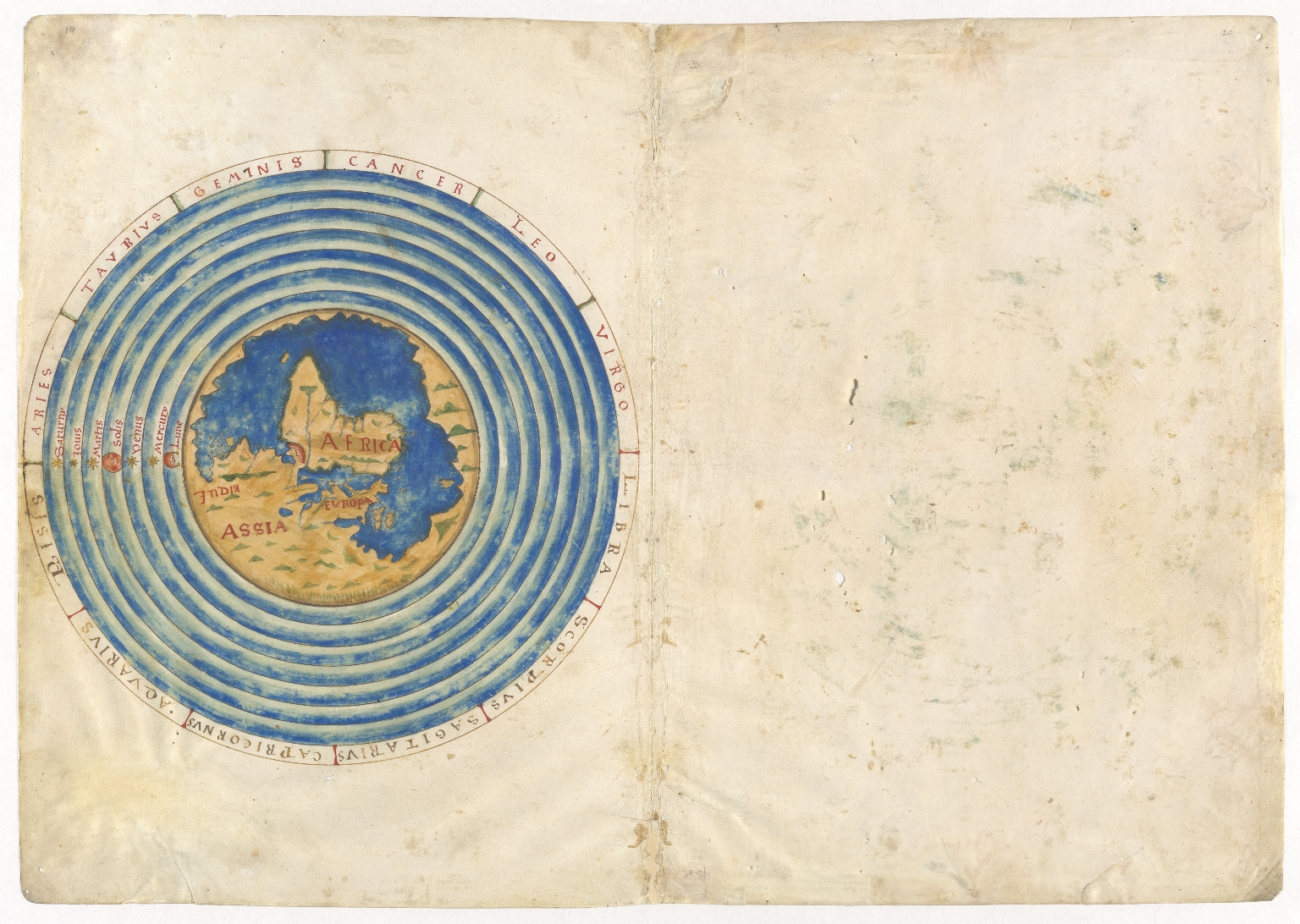
Kosmographische Planisphäre mit Afrika, Asien und Europa im Zentrum
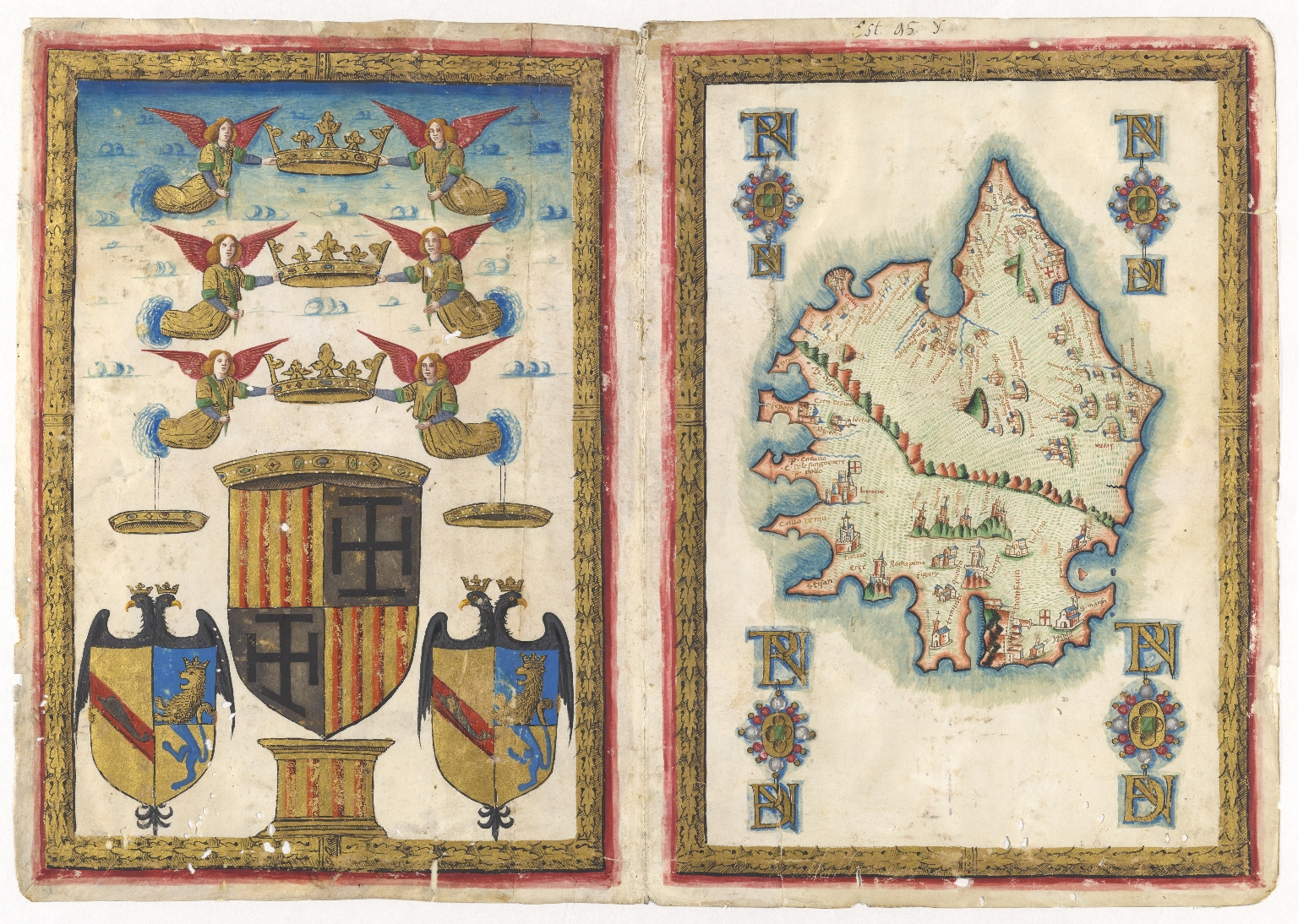
Widmungsblatt und Karte von Korsika
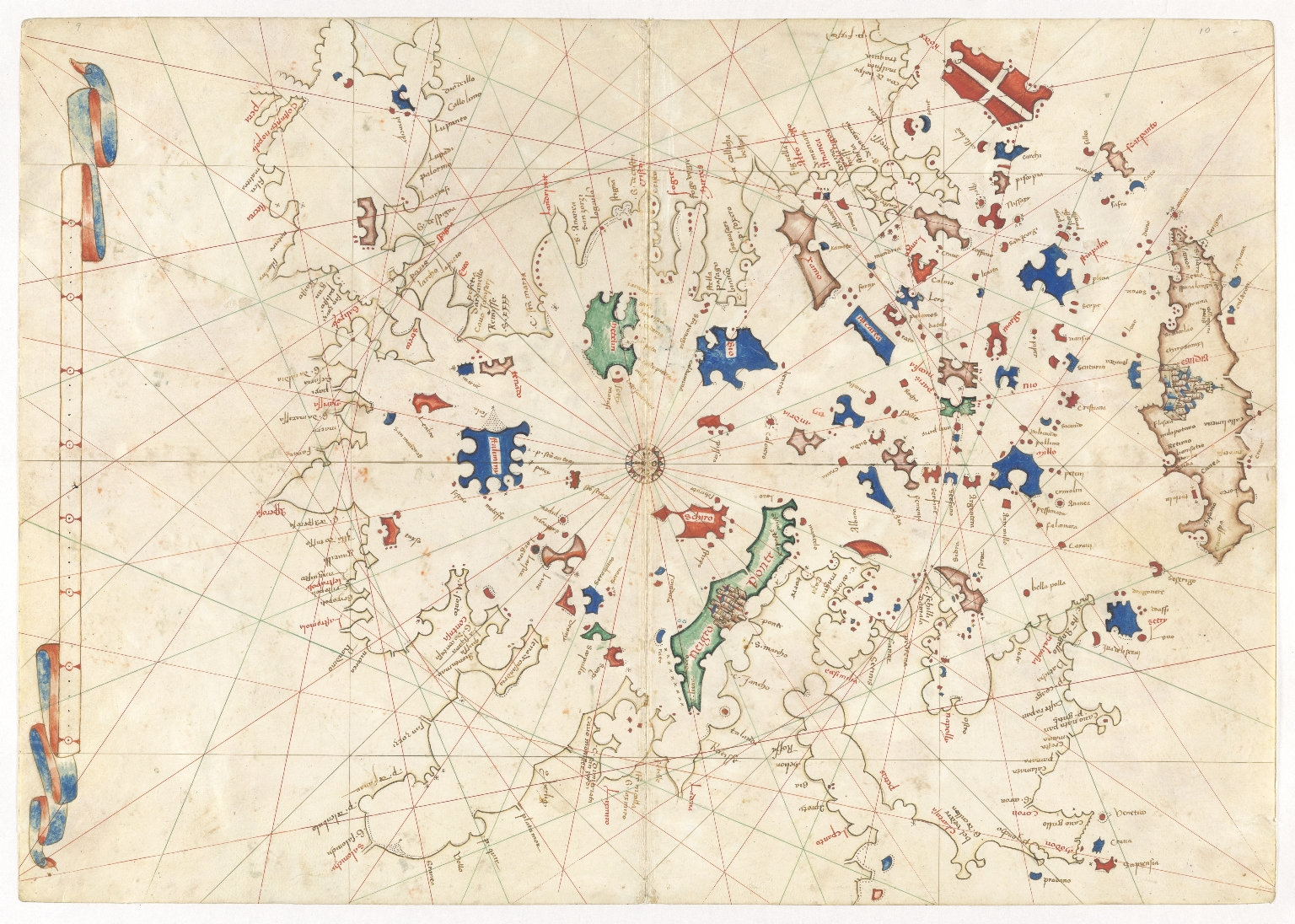
Griechische Inseln und das Ägäische Meer
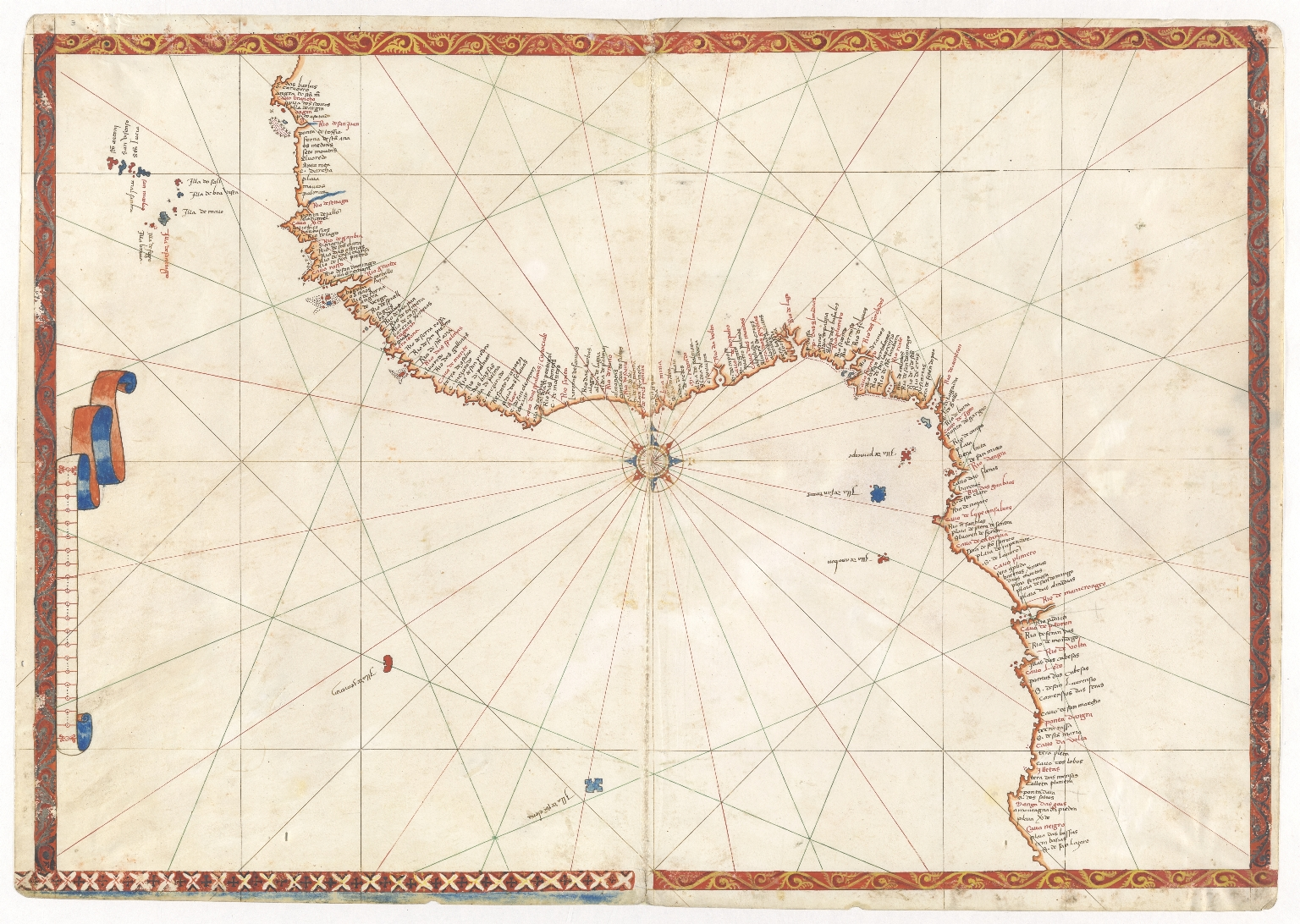
Westküste Afrikas, einschließlich Kapverdische Inseln, São Tomé, Príncipe und Annobón
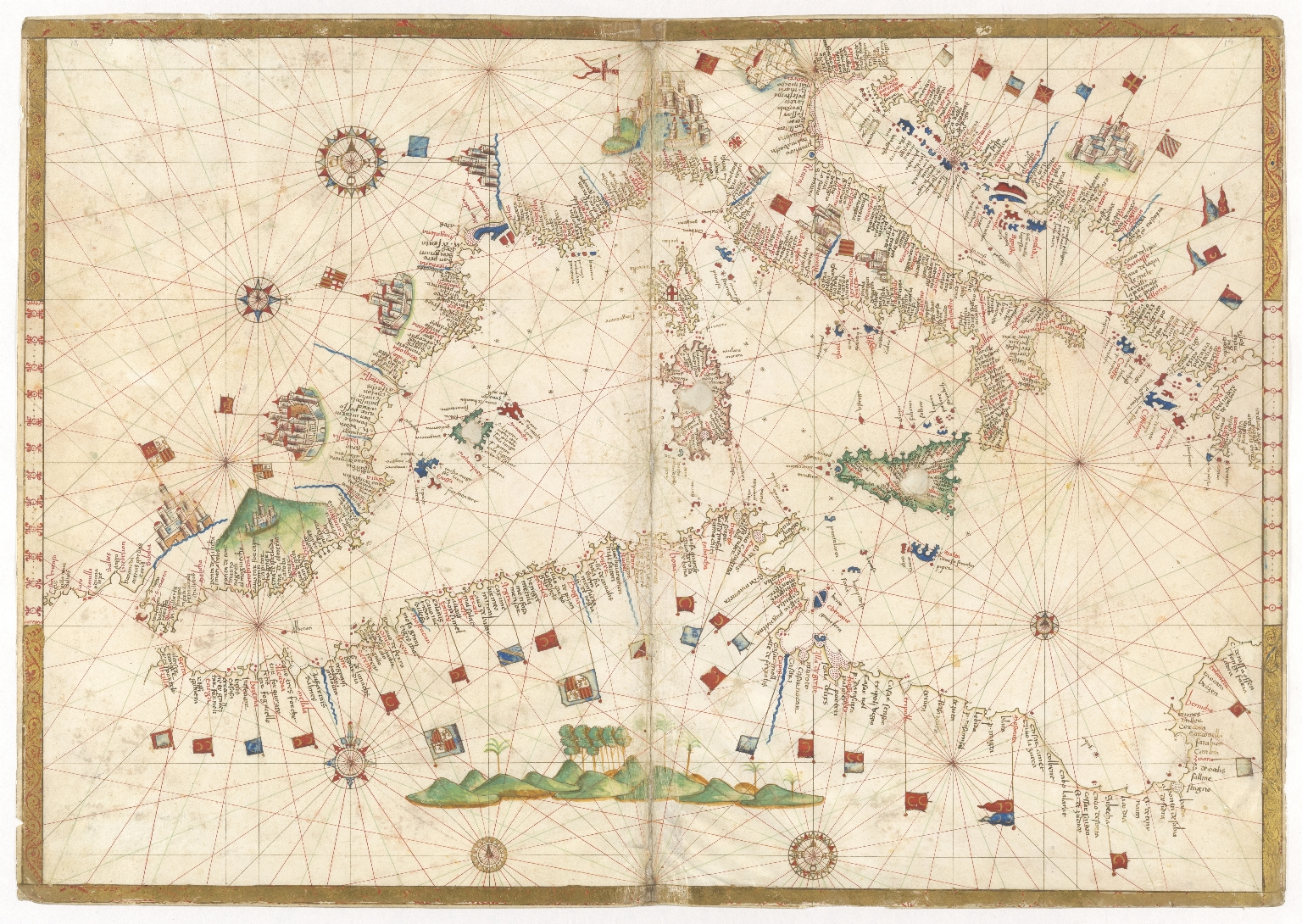
Westliches Mittelmeer
Westliche Hemisphäre
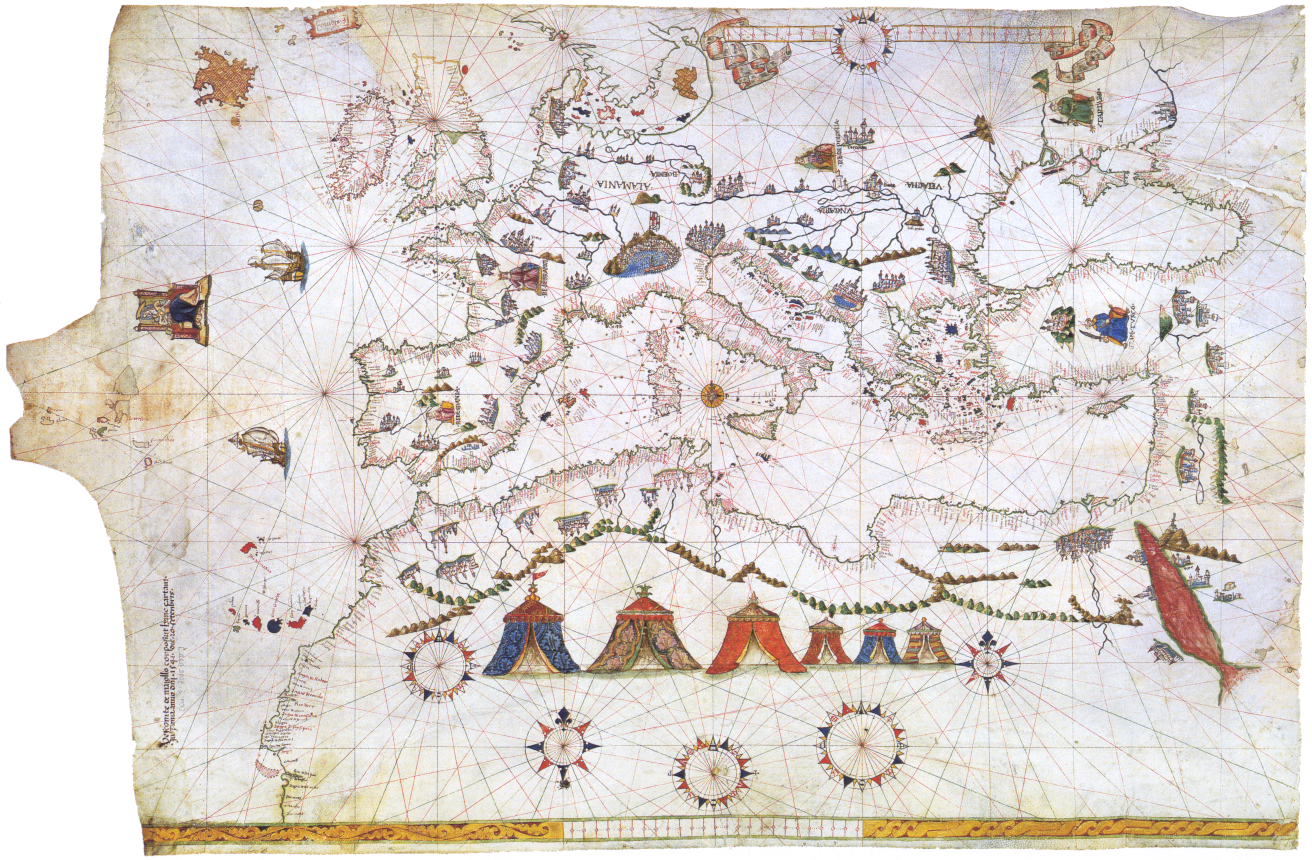
Portolankarte des Vesconte Maggiolo (1541)